# Cohors III Sagittariorum

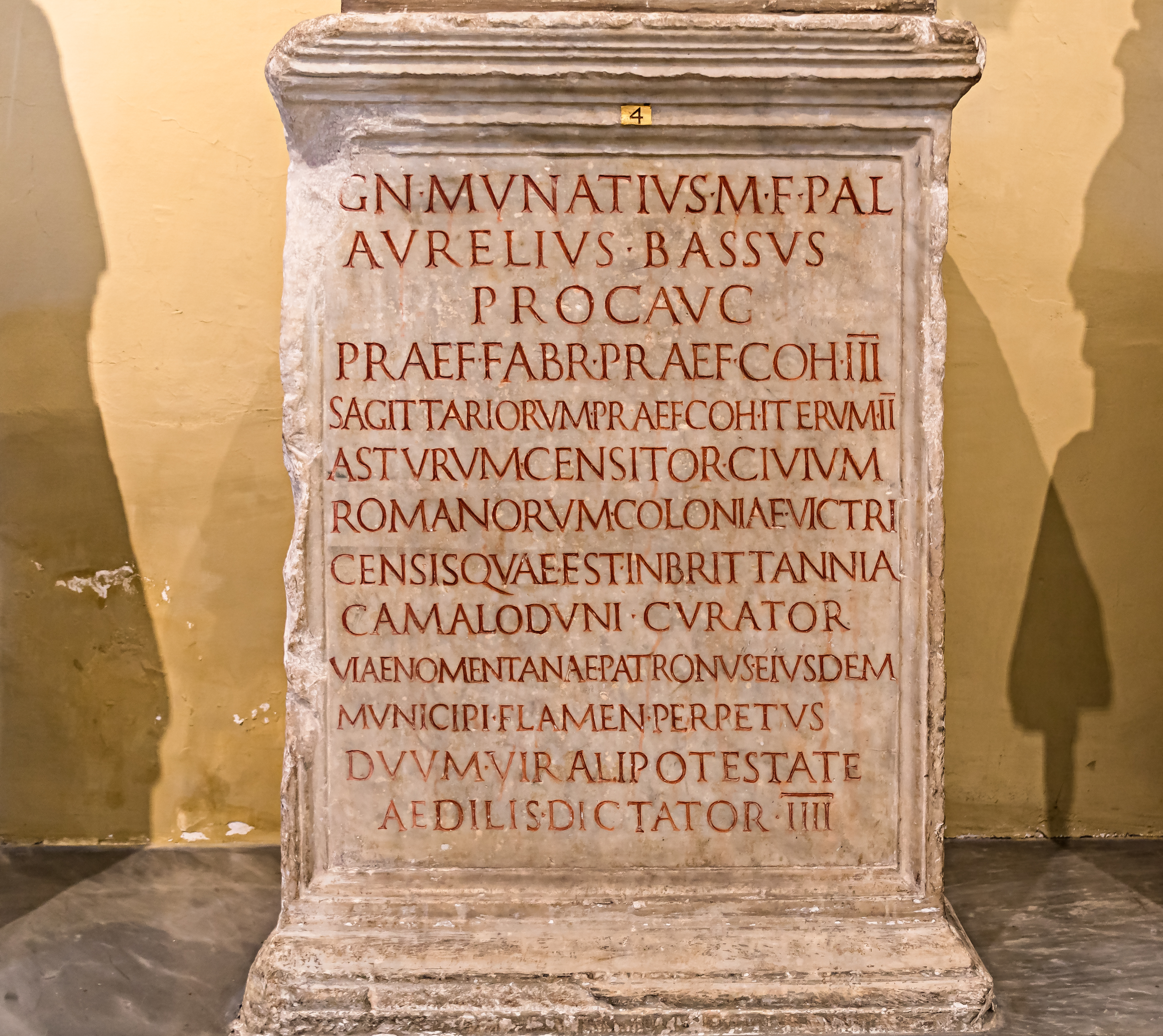
Die Inschrift des Präfekten Gnaeus Munatius Aurelius Bassus

Die Cohors III Sagittariorum (deutsch 3. Kohorte der Bogenschützen) war eine römische Auxiliareinheit. Sie ist durch Militärdiplome und Inschriften belegt. In dem Diplom von 101 wird sie als Cohors III Syrorum Sagittariorum bezeichnet.

## Namensbestandteile
- Cohors: Die Kohorte war eine Infanterieeinheit der Auxiliartruppen in der römischen Armee.

- III: Die römische Zahl steht für die Ordnungszahl die dritte (lateinisch tertia). Daher wird der Name dieser Militäreinheit als Cohors tertia .. ausgesprochen.

- Sagittariorum: der Bogenschützen.

- Syrorum: der Syrer. Die Soldaten der Kohorte wurden bei Aufstellung der Einheit auf dem Gebiet der römischen Provinz Syria rekrutiert.

Da es keine Hinweise auf die Namenszusätze milliaria (1000 Mann) und equitata (teilberitten) gibt, ist davon auszugehen, dass es sich um eine Cohors quingenaria peditata, eine reine Infanterie-Kohorte, handelt. Die Sollstärke der Einheit lag bei 480 Mann, bestehend aus 6 Centurien mit jeweils 80 Mann.

## Geschichte
Die Kohorte war in der Provinz Galatia et Cappadocia stationiert. Sie ist auf Militärdiplomen für die Jahre 99 bis 101 n. Chr. aufgeführt.
Die Einheit war vermutlich zum Ende der Regierungszeit von Nero (54–68) in der Provinz Syria stationiert. Unter Vespasian nahm sie möglicherweise am Bellum Iudaicum teil. Zu einem unbestimmten Zeitpunkt wurde die Einheit in die Provinz Galatia et Cappadocia verlegt, wo sie erstmals durch ein Diplom nachgewiesen ist, das auf 99 datiert ist. In dem Diplom wird die Kohorte als Teil der Truppen (siehe Römische Streitkräfte in Cappadocia) aufgeführt, die in der Provinz stationiert waren. Ein weiteres Diplom, das auf 101 datiert ist, belegt die Einheit in derselben Provinz.

## Standorte
Standorte der Kohorte sind nicht bekannt.

## Angehörige der Kohorte
Folgende Angehörige der Kohorte sind bekannt:

### Kommandeure
- [?] [Ca]tilius Lon[g]us, ein Präfekt (CIL 3, 335)
- Gnaeus Munatius Aurelius Bassus, ein Präfekt

### Sonstige
- [?]: das Diplom von 101 wurde für ihn ausgestellt.